# Антоненко, Кузьма Прокопьевич
Кузьма́ Проко́пьевич Анто́ненко (29 ноября [12 декабря] 1908 — 30 декабря 1993) — участник Великой Отечественной войны, заместитель командира 1-го отдельного гвардейского мотоциклетного полка 5-й гвардейской танковой армии 1-го Прибалтийского фронта, гвардии майор.
Герой Советского Союза (24.03.1945), полковник запаса с 1956 года.

## Биография
Родился 29 ноября (12 декабря) 1908 года в селе Ломово ныне Корочанского района Белгородской области в семье рабочего. Русский. Окончил начальную школу. Работал забойщиком в шахте.
В Красной армии с 1930 года. Член ВКП(б) с 1938 года. Участник боёв на реке Халхин-Гол в 1939 году, советско-финской войны 1939—1940 годов. В Великой Отечественной войне с 1941 года.
С августа по сентябрь 1941 года принимал участие в  Иранской операции. В дальнейшем воевал: с ноября 1941 года  по февраль 1942 года воевал на Южном фронте, с июня по июль 1942 года на Юго-Западном фронте, с ноября по декабрь 1942 на Сталинградском фронте, с июля по август 1943 года на Воронежском фронте командиром  отдельного мотоциклетного батальона 29-го танкового корпуса.
В октябре 1944 года полку, в котором служил К. П. Антоненко, была поставлена боевая задача: действуя двумя разведгруппами впереди наступающих танковых соединений, прорвать оборону противника.
Заместитель командира 1-го отдельного гвардейского мотоциклетного полка (5-я гвардейская танковая армия, 1-й Прибалтийский фронт) гвардии майор Кузьма Антоненко возглавив усиленную группу в составе четырёх полубронемашин, двух самоходных установок и девяти мотоциклов с разведывательной группой 7 октября 1944 года проник в тыл врага и после выполнения задания возвратился без потерь.
10 октября 1944 года разведгруппа во главе с Антоненко вновь прорвалась в тыл противника. Переправившись через реку Миния и выведя из строя железнодорожную магистраль Кретинген — Мемель, советские воины устремились к городу Паланга (Литва), достигли его окраин и первыми вышли к Балтийскому морю.
За умелое командование разведгруппой, решительность действий и проявленный героизм гвардии майору Антоненко Кузьме Прокопьевичу Указом Президиума Верховного Совета СССР от 24 марта 1945 года присвоено звание Героя Советского Союза с вручением ордена Ленина и медали «Золотая Звезда» (№ 7419).
После войны отважный офицер продолжал службу в Вооружённых Силах СССР,  проходил службу в 129-й Тихоокеанской мотострелковой дивизии в должности командира 33-го отдельного мотоциклетного батальона. В 1953 году он окончил Высшую бронетанковую школу. С 1956 года полковник Антоненко К. П. — в запасе. Жил в городе Кировограде (Украина). Скончался 30 декабря 1993 года.

## Награды
- Медаль «Золотая Звезда» Героя Советского Союза
- Два ордена Ленина
- Два ордена Красного Знамени
- Орден Отечественной войны I степени
- Два ордена Красной Звезды
- Медали, в том числе:
  - «За боевые заслуги»
  - «За оборону Сталинграда»
  - «За победу над Германией в Великой Отечественной войне 1941—1945 гг.»
  - «Ветеран Вооружённых Сил СССР»

## Память
- Похоронен в Кировограде в Пантеоне Вечной Славы.